# Siphoactia
Siphoactia är ett släkte av tvåvingar. Siphoactia ingår i familjen parasitflugor.
Kladogram enligt Catalogue of Life:
| Siphoactia | \| \| Siphoactia charapensis \| \| \| \| \| \| Siphoactia peregrina \| \| \| \| |
|            | \| \| Siphoactia charapensis \| \| \| \| \| \| Siphoactia peregrina \| \| \| \| |
|            | Siphoactia charapensis                                                          |
|            |                                                                                 |
|            | Siphoactia peregrina                                                            |
|            |                                                                                 |